# Нове (Миколаївський район)
Нове́ — село в Україні, у Чорноморській сільській громаді Миколаївського району Миколаївської області. Населення становить 109 осіб. Колишній орган місцевого самоврядування — Кам'янська сільська рада.

## Населення

### Мова
Розподіл населення за рідною мовою за даними перепису 2001 року:
| Мова       | Кількість | Відсоток |
| ---------- | --------- | -------- |
| українська | 104       | 95.41%   |
| російська  | 5         | 4.59%    |
| Усього     | 109       | 100%     |